# Vicente Bartolomeu Maria Priante
Vicente Bartolomeu Maria Priante SDB (* 17. Oktober 1883 in Barra Mansa, Rio de Janeiro; † 4. Dezember 1944) war ein brasilianischer Ordensgeistlicher und römisch-katholischer Bischof von Corumbá.

## Leben
Vicente Bartolomeu Maria Priante trat der Ordensgemeinschaft der Salesianer Don Boscos bei und empfing am 28. Januar 1912 das Sakrament der Priesterweihe.
Am 13. Mai 1933 ernannte ihn Papst Pius XI. zum Bischof von Corumbá. Der Erzbischof von São Paulo, Leopoldo Duarte e Silva, spendete ihm am 23. Juli desselben Jahres die Bischofsweihe; Mitkonsekratoren waren der Bischof von Sorocaba, José Carlos de Aguirre, und der Bischof von Santos, José Maria Parreira Lara.